# Puchar Świata w Chodzie Sportowym 1997
18. Puchar Świata w Chodzie Sportowym – zawody lekkoatletyczne, które odbyły się w 1997 roku w czeskim mieście Poděbrady.

## Rezultaty

### Mężczyźni
|               | 1. miejsce         | Rezultat | 2. miejsce        | Rezultat | 3. miejsce       | Rezultat |
| Chód na 20 km | Jefferson Pérez    | 1:18:24  | Daniel García     | 1:18:27  | Ilja Markow      | 1:18:30  |
| Chód na 50 km | Jesús Ángel García | 3:39:54  | Nikołaj Matiuchin | 3:41:36  | Valentin Kononen | 3:42:09  |

### Kobiety
|               | 1. miejsce     | Rezultat | 2. miejsce        | Rezultat | 3. miejsce | Rezultat |
| Chód na 10 km | Irina Stankina | 41:52    | Olimpiada Iwanowa | 41:59    | Gu Yan     | 42:15    |